# Здание городской администрации Смоленска
Здание городской администрации Смоленска — памятник архитектуры, бывшее здание смоленской губернской земской управы, объект культурного наследия федерального уровня.

## Местонахождение и внешний вид
Здание смоленской городской администрации находится на углу улиц Октябрьской революции и Коммунистической, и обращено к ним соответственно северным и западным фасадами. Представляет собой кирпичное оштукатуренное здание в формах неоклассицизма. Общая композиция здания складывается из двух корпусов равной длины, поставленных по отношению друг к другу под прямым углом. Главный вход в здание расположен на западном фасаде. Он ведёт в большой четырёхстолпный вестибюль с маршами двух лестниц. Планировка всех этажей здания одинакова. Фасады здания декорированы рустованными лопатками, тумбами парапета и решётками в стиле модерн, портиками и ризалитом. Торцовые фасады и тыльная сторона здания декора лишены.

## История здания
Здание губернской земской управы было построено в 1908 году по проекту архитектора Фёдора Шехтеля на месте старого двухэтажного здания. Помимо управы, в этом здании находились два отделения земства: страховое и медико-статистическое, а также сельскохозяйственный склад. Сдача здания в эксплуатацию было приурочено к 40-летию со дня первого заседания смоленского земства. Вплоть до постройки Дома Советов на площади Ленина в 1931 году конференц-зал в здании управы считался лучшим в городе.
В период между Февральской и Октябрьской революциями в здании размещались комиссары Смоленской губернии, которые назначались Временным правительством, а напротив, в доме губернатора, размещался Совет солдатских и рабочих депутатов. В 1920-е — начале 1930-х годов в здании размещались губернские (а затем областные) комитеты ВКП(б) и ВЛКСМ, а также редакции газет «Рабочий путь», «Юный товарищ» и «Юный пионер». В 1925 году здесь состоялась встреча смолян с поэтом Владимиром Маяковским, который читал им свою поэму «Владимир Ильич Ленин», о чём свидетельствует мемориальная доска. Здание сильно пострадало в годы Великой Отечественной войны, к моменту освобождения Смоленска от него остались одни стены.
Работы по восстановлению здания были завершены к 1957 году, после чего в нём разместился Совнархоз Смоленского экономического района, в задачи которого входило индустриальное развитие города. В 1965 году Совнархоз был ликвидирован, а в здании был размещён Смоленский горисполком и Совет народных депутатов. В начале 1990-х годов в здании расположилась мэрия города Смоленска.
На здании размещены две мемориальные доски: одна, вышеупомянутая, посвящена Маяковскому, встречавшемуся здесь с читателями; вторая же посвящена одному из первых народных комиссаров земледелия РСФСР Семёну Середе, который в 1898—1908 годах работал главой статистического отдела Смоленского губернского земства.
- Здание городской администрации Смоленска